# 比格斯普林鎮區 (伊利諾伊州謝爾比縣)
比格斯普林鎮區（英語：Big Spring Township）是位於美國伊利諾伊州謝爾比縣的一個行政鎮區。

## 地方資料
根據2010年美國人口普查的數據，比格斯普林鎮區的面積為76.80平方千米，當中陸地面積為75.90平方千米，而水域面積為0.90平方千米。當地共有人口686人，而人口密度為每平方千米8.93人。